# Paranapanema

Paranapanema este un oraș în São Paulo (SP), Brazilia.